# Ratkovići (Srebrenica)
Pour les articles homonymes, voir Ratkovići.
Ratkovići (en serbe cyrillique : Ратковићи) est un village de Bosnie-Herzégovine. Il est situé dans la municipalité de Srebrenica et dans la république serbe de Bosnie. Selon les premiers résultats du recensement bosnien de 2013, il compte 56 habitants.

## Démographie

### Évolution historique de la population dans la localité
| 1948 | 1953 | 1961 | 1971 | 1981 | 1991 | 2013 |
| ---- | ---- | ---- | ---- | ---- | ---- | ---- |
| -    | -    | 664  | 614  | 503  | 338  | 56   |

|  |

### Communauté locale
En 1991, la communauté locale de Ratkovići comptait 788 habitants, répartis de la manière suivante :